# 民政事務局

中華人民共和國香港特別行政區政府標誌。

民政事務局（簡稱民政局）是香港特別行政區政府的決策局之一，專門負責康樂、文化、博彩、公民教育、青年政策、物業管理、消費者權益、地區行政以及旅館、會社、床位寓所、娛樂場所規管等事務。該部門於1997年7月1日繼承主權移交前的布政司署政務科（政務司為該科的首長），現時民政事務局局長以及香港政府主要官員史上最後一任為徐英偉，亦完成後卸任的局長生涯。
2022年7月1日，因應決策局重組，被分拆成民政及青年事務局及文化體育及旅遊局。
```
此部門已被重組，下級機構均被轉移至新設立的上級部門（
民政及青年事務局
及
文化體育及旅遊局
），兩個部門的職能劃分更加明確。
```

## 歷史
總登記官署在1844年設立，設有總登記官一職，負責統籌日常的人口登記。總登記官署並管轄所有華人組織，是香港總督直接溝通香港本地華人的主要渠道，負責協助香港政府評論華人輿論的傾向，為華人提供諮詢，亦提供有關政府部門及華人居民之間關係的建議。總登記官兼任撫華道一職。
1913年總登記官署正式易名為華民政務司署，首長是華民政務司。
1969年改稱民政司署，首長是民政司。
1973年，港府根據《麥健時報告書》建議，設立外界稱之為「迷你內閣」的制度，重整司級官員架構，在輔政司署之下設立民政科，首長為民政司。
1994年12月後改稱布政司署政務科，首長為政務司。
1997年7月1日改名為民政事務局，首長為民政事務局局長。
1998年4月1日文康廣播局重組，民政事務局接管文化康樂等事務。
2000年1月1日兩個市政局及區域市政局連兩個市政總署及區域市政總署同步解散，民政事務局接管更多的文化康樂事務（但把古物古蹟事務移交其轄下的康樂及文化事務署）；同年4月1日，接管原由前衛生福利局負責的殘疾人體育服務。
2007年7月1日，原本由民政事務局負責的人權事務交由政制及內地事務局接管，而與發展相關的文物保育事務則交由發展局接管。另外民政事務局新增與社會企業相關的事務，並從政務司司長辦公室接管法律援助事務。
2018至20年間，法律援助署轉由政務司接管，並由商務局手中接管消費者委員會。
香港特區行政長官林鄭月娥於《2021年施政報告》提出設立民政及青年事務局。

## 下設部門及公營機構
- 民政事務總署
- 政府新聞處
- 康樂及文化事務署
- 西九文化區管理局
- 香港藝術發展局
- 香港區議會
- 物業管理業監管局
- 消費者委員會
- 博彩及獎券事務委員會
- 公民教育委員會
- 華人廟宇委員會

## 歷任首長
- 民政事務局副局長
  - 許曉暉（2008年10月13日－2017年6月30日）
  - 陳積志（2017年8月23日－2022年6月30日）
- 民政事務局常任秘書長
  - 李麗娟（2002年7月1日－2005年10月18日）
  - 林鄭月娥（2006年3月8日－2007年6月30日）
  - 尤曾家麗（2007年7月1日－2010年1月24日）
  - 楊立門 （2010年1月25日－2014年6月30日）
  - 馮程淑儀 （2014年7月14日－2018年4月2日）[2]
  - 謝凌潔貞 （2018年4月23日－2021年10月11日）
  - 黃智祖 （2021年10月12日－2022年6月30日）
- 民政事務局政治助理
  - 徐英偉（2008年6月16日－2012年6月30日、2012年10月8日－2017年6月30日）
  - 黎穎瑜（2017年8月2日－2021年1月20日）
  - 張進樂（2021年4月1日－2022年6月30日）

## 爭議
在2019冠狀病毒病疫情期間，不少快餐店過夜無家者失去容身之處。立法會社會福利界議員邵家臻和多名區議員多次去信民政事務局局長劉江華和相關政府部門，要求民政事務總署和康樂及文化事務署開放臨時庇護中心。不過署方回信拒絕，重申在現時機制下，臨時庇護中心機制只限在惡劣天氣下開放，而署方政策範疇並不包括為無家者人士提供臨時居所。而局長劉江華和轄下部門的官員也拒絕會面討論有關問題。邵家臻和大埔區議員譚爾培批評政府處事官僚，沒有考慮被趕絕無家者人士的感受。

## 外部連結
- 民政事務局官方網站 （页面存档备份，存于）
- 民政事務局官方Facebook專頁 （页面存档备份，存于）

| 新頭銜                      | 英屬香港總登記官署                            | 繼任： · 英屬香港華民政務司署           |
| 前任： · 英屬香港總登記官署 | 英屬香港華民政務司署                          | 香港淪陷                                |
| 香港淪陷                    | 英屬香港華民政務司署                          | 繼任： · 英屬香港民政司署               |
| 前任： · 英屬香港民政司署   | 英屬香港政務科 · 1981年 - 1997年6月30日       | 繼任： · 香港民政事務局                 |
| 前任： · 英屬香港政務科     | 香港民政事務局 · 1997年7月1日 - 2022年6月30日 | 繼任： · 香港特別行政區民政及青年事務局 |